# 코와 (기업)
코와(興和 고와[*])은 일본의 무역 회사이다. 무역 회사 기능 외에도 제조 업체의 기능을 결합한 것을 특징으로 하고 있다.
코와는 코와그룹의 총괄회사로, 그룹 내에 형제회사로서 코와보가 있다. 사업부는 상사 부문과 메이커 부문이 있으며, 상사 부문은 섬유, 기계, 건축 자재, 선박, 광물 자원, 화약품 원료, 생활 관련 물자의 무역업을 하며, 메이커 부문은 의약품, 의료기기, 광학기기, 에너지 절약 관련 제품의 제조를 각각 운영한다.
캬베진(일본어: キャベジン)이라는 위장약 또한 잘 알려져 있다.